# Segonzano
Segonzano (deutsch veraltet: Ziegenzahn) ist eine italienische Gemeinde (comune) mit 1356 Einwohnern (Stand 31. Dezember 2023) in der Provinz Trient in der Region Trentino-Südtirol. Sie gehört zur Talgemeinschaft Comunità della Valle di Cembra.

## Geographie
Die Gemeinde liegt etwa 16,5 Kilometer nordöstlich von Trient im mittleren Cembratal auf der orographisch linken Seite des Avisio auf 660 m s.l.m. Südwestlich des Ortskerns liegen die Pyramiden von Segonzano, etwa 20 Meter hohe Erdformationen, die durch Erosion entstanden sind. In Segonzano endet der Dürerweg, ein vom Bozner Unterland kommender Weitwanderweg.

## Verwaltungsgliederung
Die Streugemeinde Segonzano besteht aus den Fraktionen Caloneghi, Casal, Gaggio, Gresta, Luch, Parlo, Piazzo, Prà, Quaras, Sabion, Saletto, Scancio, Sevignano, Stedro, Teaio und Valcava. Der Gemeindesitz liegt in Scancio.

## Geschichte
Segonzano wurde erstmals 1216 im Kopialbuch des Fürstbischofs von Trient Friedrich von Wangen dem Codex Wangianus erwähnt. 1304 wurde der Ort und das im 13. Jahrhundert erbaute Castello di Segonzano vom Meinhardiner und Grafen von Tirol Otto III. an Jakob von Rottenburg als Lehen vergeben. 1306 wurde der Herr von Segonzano vom Bischof Bartholomäus Querini zum bischöflichen Mundschenk ernannt.
Von 1424 bis 1500 waren es die Grafen von Tirol die jeweils den Herren von Segonzano ernannten. 1494 oder 1495 kam Albrecht Dürer auf seiner ersten Italienreise nach Segonzano und fertigte mehrere Bilder vom Ort und der Burg an. 1535 ging die Burg in den Besitz des aus dem lombardischen Barzio stammenden Burghauptmanns Giovanni Battista a Prato über, der als neuer Burgherr von Fürstbischof Bernhard von Cles anerkannt wurde und noch im gleichen Jahr von Kaiser Ferdinand I. mit dem Titel eines Reichsritters geadelt wurde. Mit den a Prato endete der deutsche Einfluss in Segonzano. 1609 wurde die Regole della Giurisdizione e Communità di Segonzano ähnlich der Talgemeinde Fleims eingerichtet, mit der die Familienoberhäupter von Segonzano die Verwaltung und Bewirtschaftung von Gemeinschaftsbesitz sowie der natürlichen Ressourcen regelten und vom Herrn von Segonzano Ottavia a Prato anerkannt wurde.
Während des italienischen Feldzuges Napoleon Bonapartes im Ersten Koalitionskrieg fand am 2. November 1796 die sogenannte Schlacht von Segonzano statt. Dabei gelang es den österreichischen Truppen unter Paul von Davidovich die Franzosen unter Claude-Henri Belgrand de Vaubois aus dem Cembratal nach Süden zu verdrängen. Bei der Schlacht wurde die Burg von Segonzano schwer in Mitleidenschaft gezogen, so dass die Anlage in der Folge zur Ruine verfiel. Mit der Einrichtung des napoleonischen Königreichs Italien verlor Segonzano seine bis dahin vom Fürstbischof von Trient gewährten Selbstverwaltungsrechte.

## Gemeindepartnerschaft
Segonzac,  Département Charente, seit 1985

## Bilder

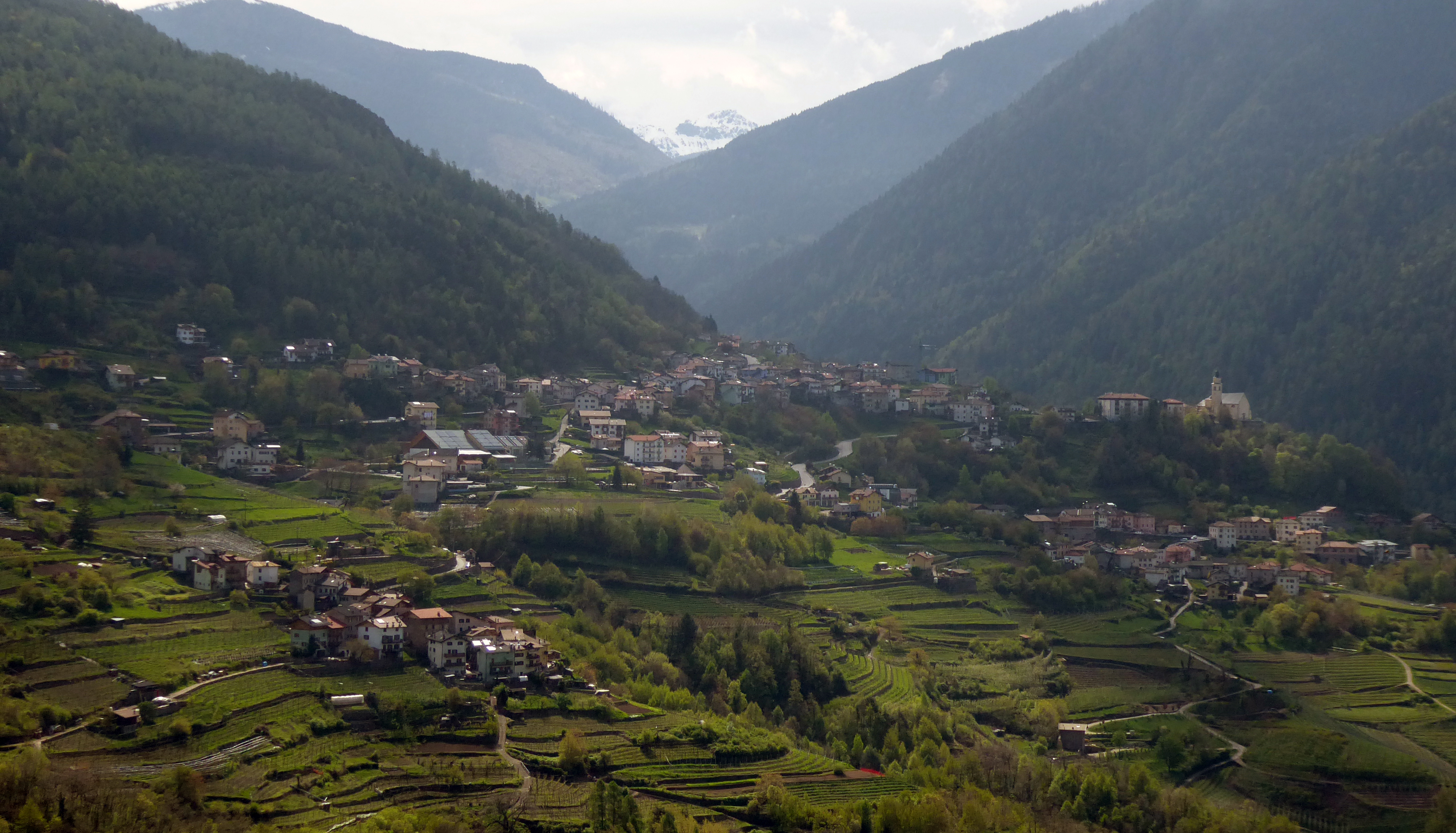
Segonzano mit seinen Ortsteilen
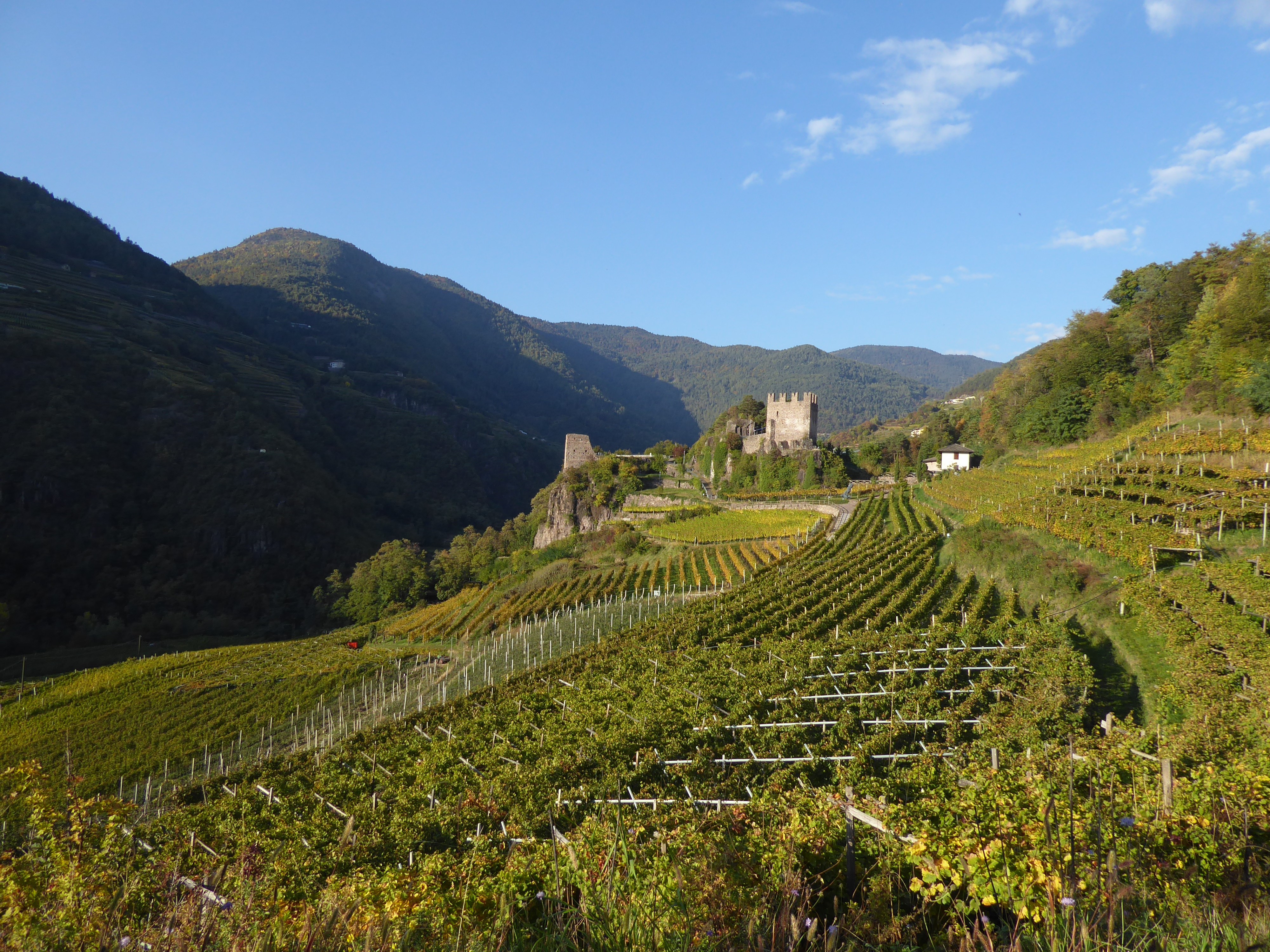
Castello di Segonzano (13. Jh.)
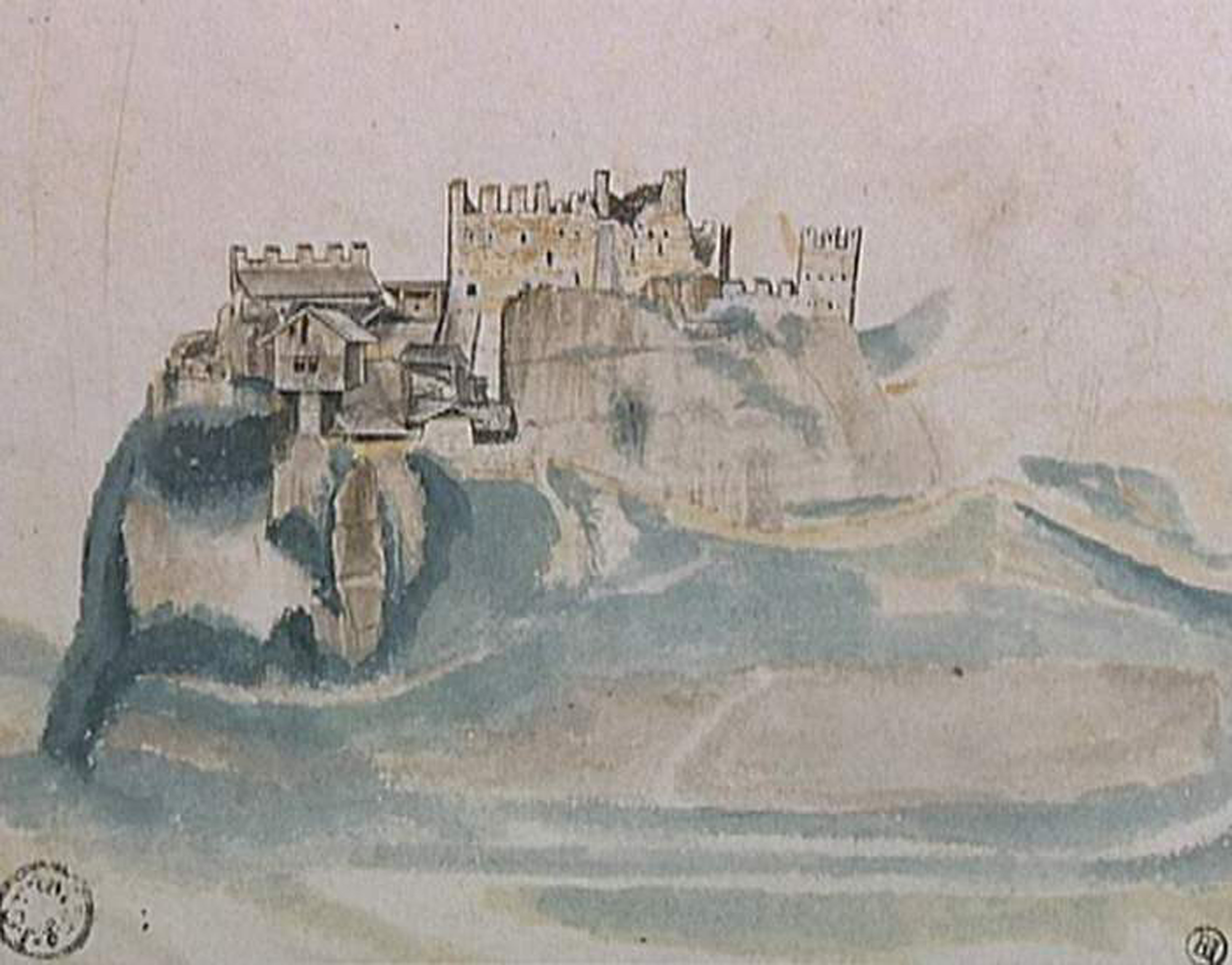
Das von Albrecht Dürer 1495 angefertigte Acuarell der Burg
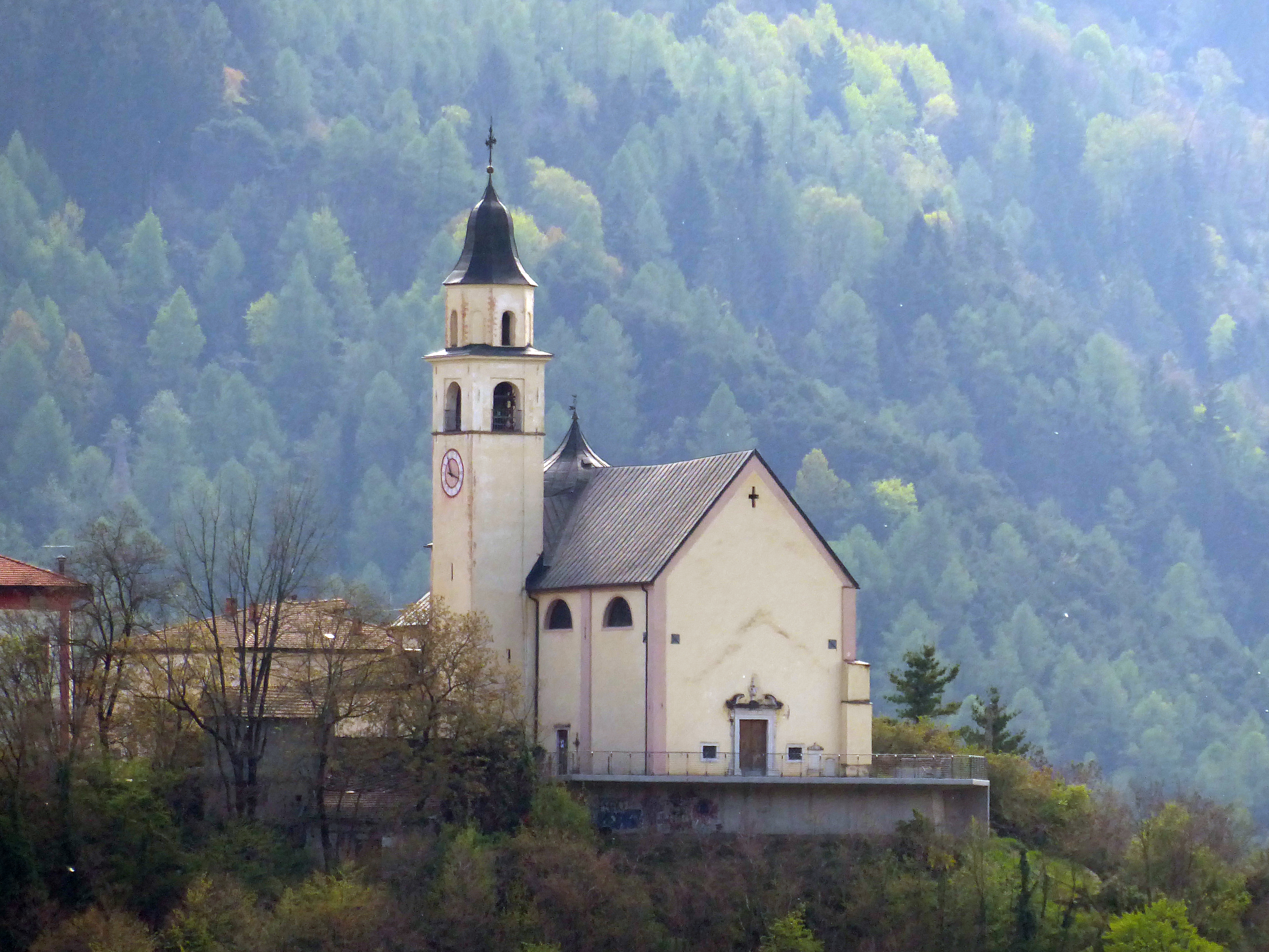
Kirche Santissima Trinità im Ortsteil Stedro (15. Jh.)
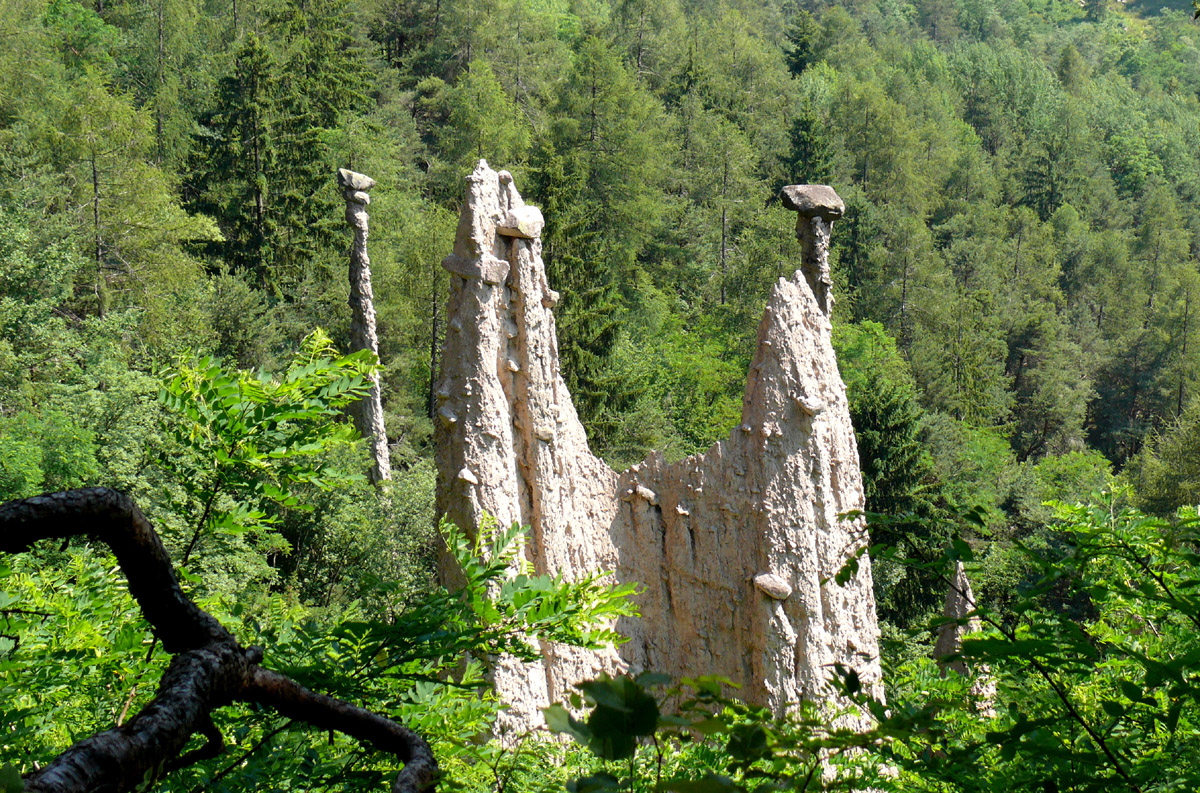
Die Pyramiden von Segonzano